# سفارت جمهوری آذربایجان در لندن
سفارت جمهوری آذربایجان در انگلستان سفارت رسمی کشور جمهوری آذربایجان در شهر لندن و کشور انگلستان است. روابط دیپلماتیک میان دو کشور انگلستان و جمهوری آذربایجان در سال ۱۹۹۲ آغاز شد و سفارت جمهوری آذربایجان در لندن در سال ۱۹۹۴ تأسیس شد. سفیر حال حاضر جمهوری آذربایجان در لندن طاهر تقی‌زاده است.

## نگارخانه

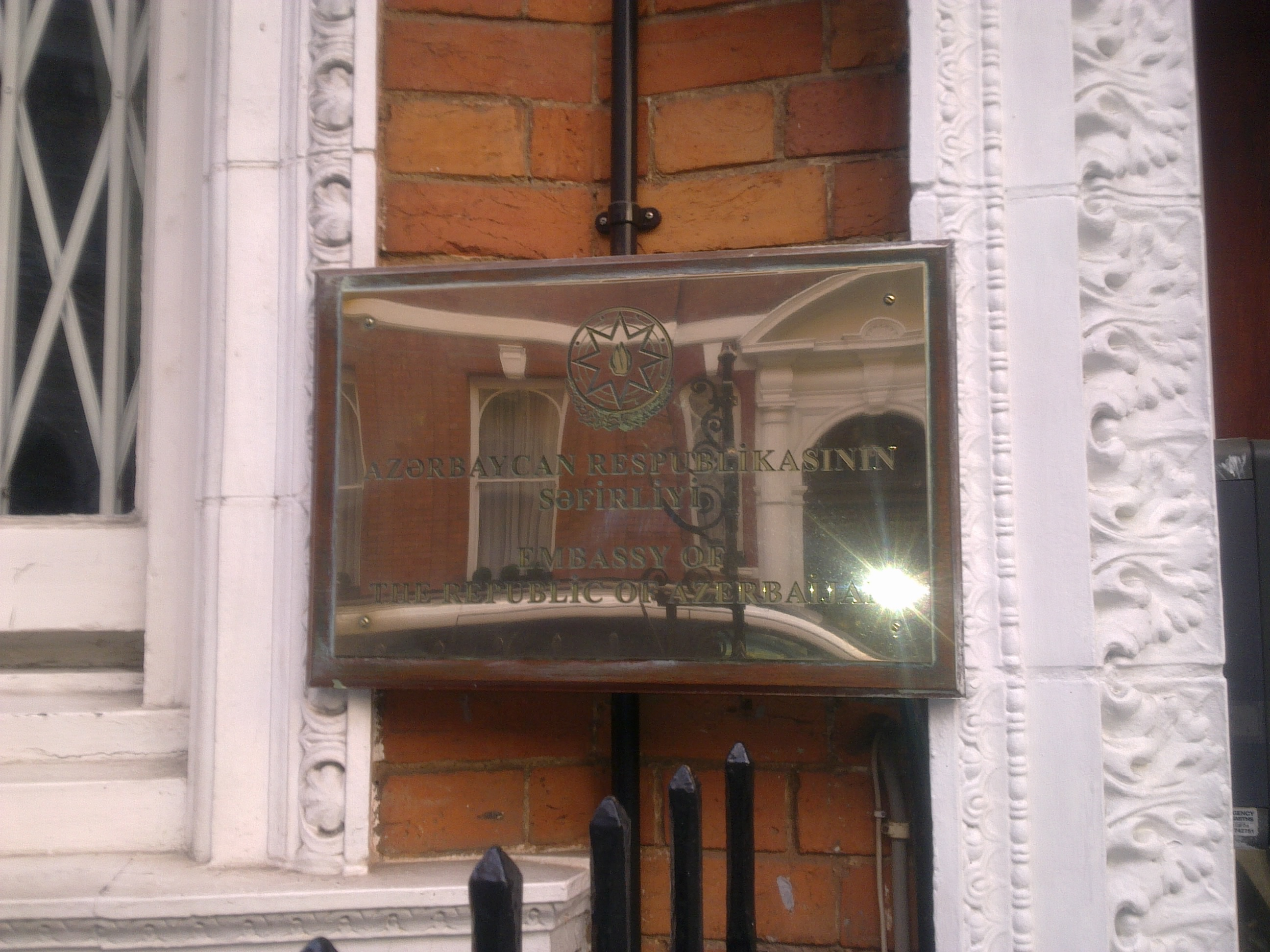
پلاکی در بیرون از سفارت‌خانه به ترکی آذربایجانی و انگلیسی به‌همراه نشان ملی جمهوری آذربایجان